# Ononis rotundifolia
Ononis rotundifolia (sin. Ononis tribracteata DC.) es una especie botánica perteneciente a la familia de las fabáceas.

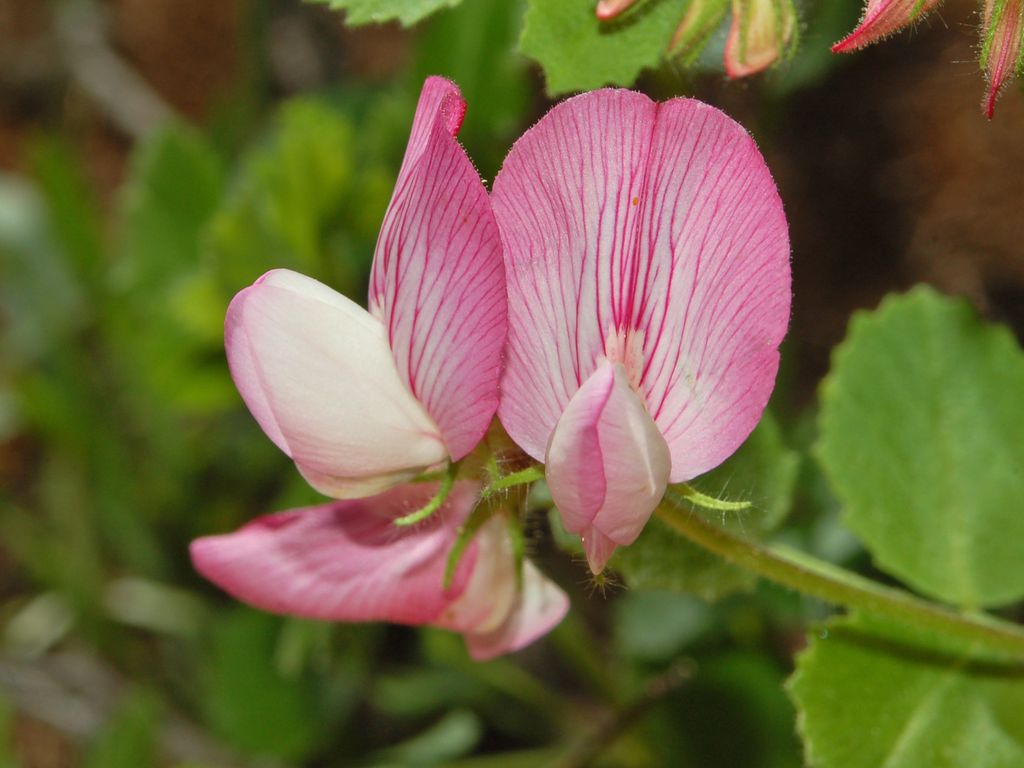
Flor

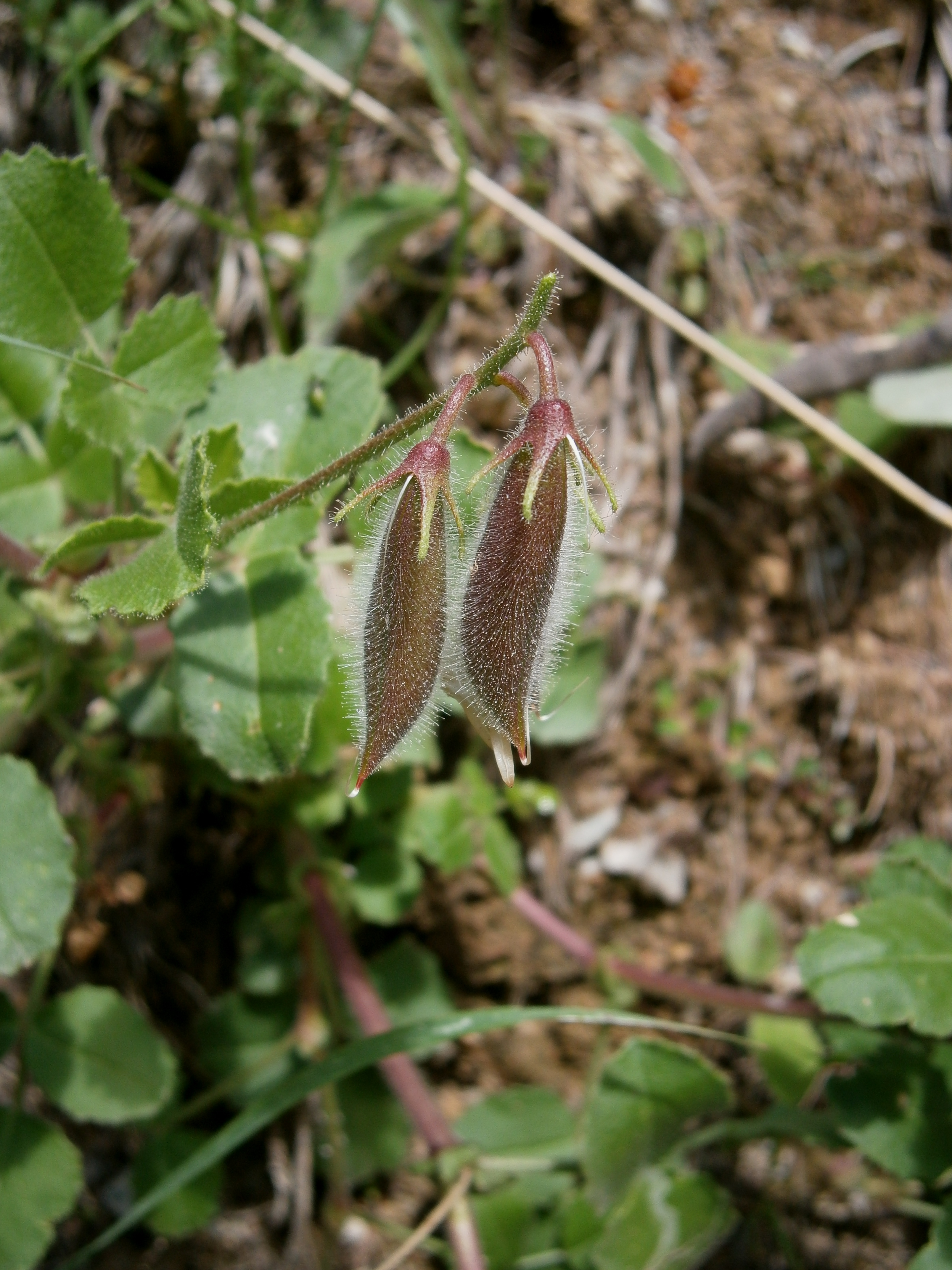
Frutos

## Descripción
Ononis rotundifolia alcanza un promedio de 20 a 60 centímetros de altura, con un máximo de 150 centímetros. El tallo y las hojas son un poco peludas y pegajosas. Las hojas están compuestas de tres foliolos irregularmente dentados y casi redondeadas (de ahí el nombre latino específica rotundifolia ), la mediana de una con un largo peciolo. Esta planta lleva grupos de dos o tres flores rosadas manchadas de rojo, de unos 15-18 milímetros  de ancho. El período de floración se extiende de junio a septiembre. Ononis rotundifolia también se utiliza como planta ornamental.
Figura en "listas rojas" de spp. a proteger 

## Taxonomía
Ononis rotundifolia fue descrita por Carlos Linneo y publicado en Species Plantarum 2: 719. 1753.
Etimología
Ononis: nombre genérico que deriva del nombre griego clásico utilizado por Plinio el Viejo para Ononis repens, una de las varias plantas del Viejo Mundo que tiene tallos leñosos, flores axilares de color rosa o púrpura y hojas trifoliadas con foliolos dentados.
rotundifolia: epíteto latíno que significa "con las hojas redondas"
Sinonimia
- Natrix rotundifolia  (L.) Moench
- Ononis glandulifera Weinm.
- Ononis latifolia Asso
- Ononis rotundifolia var. aristata DC.
- Ononis rotundifolia var. orbiculata Rouy in Rouy & Foucaud[4]

## Nombre común
- Castellano: garbancillera.[5]